# Чахверз (бахш)
Чахве́рз (перс. بخش چاه‌ورز‎) — бахш на юге Ирана, в остане Фарс. Входит в состав шахрестана Ламерд. Административный центр — город Чахверз

## Административное деление
В состав бахша входят два дехестана (сельских округа):
- Чахверз (перс. دهستان چاه‌ورز‎)
- Шейх-Амер (перс. دهستان شیخ‌عامر‎)

## Население
По данным переписи 2006 года, численность населения составляла 7985 человек.